# 梅岳 (尚元王妃)
真和志聞得大君加那志（？—1605年2月27日），號梅岳，是琉球國第二尚氏王朝君主尚元王之元配王妃。
梅岳為廣德寺浦添親方的女孫。1577年，聞得大君梅南死，由她繼任第三代聞得大君。
1605年2月27日（萬曆三十三年正月初十）薨，葬於玉陵。因浦添親方沒有子嗣，她的神主被供奉於松川親雲上的家中。